# 韩国首都圈远东广播
韩国首都圈远东广播，或称韩国远东广播（韓語：대한민국 극동방송）、FEBC FM，位于韩国首尔麻浦区，是远东广播公司的地方制作中心。

## 所在地
- 首尔麻浦邮政局私书函88号（P.O.Box 88, Mapo, Seoul 121-707, KOREA.）

## 沿革
- 1954年5月1日 - 成立福音广播基金会。
- 1954年12月23日 - 开局（呼号为HLKX），称为福音广播，最初使用频率为1230kHz和11940kHz。
- 1958年5月12日 - 1230kHz停用，改为使用1065kHz。
- 1960年9月2日 - 1065kHz停用，改为使用1060kHz，同时功率增加至50kW。
- 1961年1月19日 - 福音广播改为国际福音广播。
- 1966年12月23日 - 1160kHz停用，改为使用1190kHz。
- 1967年1月3日 - 11940kHz停用，改为使用5850kHz。
- 1967年5月1日 - 国际福音广播改为远东广播。
- 1978年12月23日 - 1190kHz改为1188kHz。
- 1987年8月25日 - 功率增加至100kW。
- 1987年11月2日 - 开始在广播中加入广告赞助。
- 1995年6月1日 - 开始对俄罗斯远东地区广播，呼号为HP113，使用频率954kHz，发射功率10kW。
- 2005年10月27日 - 开通网络直播。

## 广播频率
| 发射地 | 呼号     | 频率        | 发射功率 |
| 芳山   | HLKX     | AM 1188kHz  | 100kW    |
| 冠岳山 | HLKX-SFM | FM 106.9MHz | 5kW      |

- 1188kHz在晚间于中国东北、华北、华东地区，朝鲜半岛全境、日本部分地区、俄罗斯远东地区可听到。

## 播出语言
※UTC+9
- 韓國语：1:00~21:00（21:00~0:00播放美国之音韓语广播）
- 汉语：0:00~1:00，具体内容详见益友电台

## 关连项目
- KBS第1广播
- KBS第2广播
- MBC FM4U
- EBS 1TV